# Vittel
Vittel – miasto i gmina we Francji, w regionie Grand Est, w departamencie Wogezy.
Według danych na rok 1990 gminę zamieszkiwało 6296 osób, a gęstość zaludnienia wynosiła 261 osób/km² (wśród 2335 gmin Lotaryngii Vittel plasuje się na 69. miejscu pod względem liczby ludności, natomiast pod względem powierzchni na miejscu 110.).
W mieście produkowana jest woda mineralna Vittel. Obecnie fabryka należy do koncernu Nestle

## Obóz przejściowy dla Żydów ratowanych przez polską dyplomacje
Podczas II wojny światowej do obozu Vittel wysyłani byli Żydzi uratowani przez Poselstwo RP w Bernie w Szwajcarii, którzy pierwotnie mieli trafić do obozów koncentracyjnych. Na podstawie fałszowanych paszportów, głównie krajów południowoamerykańskich, osobom tym przysługiwały prawa obcokrajowców z państw, z którymi Niemcy nie prowadziły wojny. W wyniku akcji z fałszywymi paszportami polska dyplomacja uratowała ponad 2200 Żydów